# Milatyn (gmina)
Gmina Milatyn – dawna gmina wiejska funkcjonująca w latach 1941–1944 pod okupacją niemiecką w Polsce. Siedzibą gminy był Milatyn Stary.
Gmina Milatyn została utworzona przez władze hitlerowskie z terenów okupowanych przez ZSRR w latach 1939–1941 terenów należących przed wojną do powiatu kamioneckiego w woj. tarnopolskim:
- ze zlikwidowanej   gminy Milatyn Nowy – Kędzierzawce, Kozłów, Lisko, Milatyn Nowy, Milatyn Stary, Nowosiółki Liskie i Rzepniów (bez Derewlan, które weszły w skład nowej gminy Streptów)
- z części zlikwidowanej  gminy Dziedziłów – Banunin, Chreniów, Dziedziłów i Ubinie
- z części zlikwidowanej  gminy Żelechów Wielki – Niesłuchów

Gmina Milatyn weszła w skład powiatu kamioneckiego (Kreishauptmannschaft Kamionka Strumiłowa), należącego do dystryktu Galicja w Generalnym Gubernatorstwie. W skład gminy wchodziły miejscowości: Banunin, Chreniów, Dziedziłów, Kędzierzawce, Kozłów, Lisko, Milatyn Nowy, Milatyn Stary, Niesłuchów, Nowosiółki Liskie, Rzepniów i Ubinie.
Po wojnie obszar gminy wszedł w struktury administracyjne ZSRR.